# Liam Munroe
Liam Munroe (Dublino, 28 novembre 1933 – Dublino, 10 agosto 2024) è stato un calciatore irlandese, che fece parte della nazionale irlandese.

## Biografia
Brillante studente, iniziò la sua carriera con lo Shamrock Rovers nel 1952, dove fece parte di una grande squadra di Milltown, popolarmente conosciuta come Coad's Colts. Nella sua seconda stagione, vinse la League of Ireland.
Fece la sua unica apparizione con la nazionale irlandese il 28 ottobre 1953, in una vittoria per 4-0 contro il Lussemburgo in una partita di qualificazione alla Coppa del Mondo al Dalymount Park. Nel novembre dello stesso anno, firmò il contratto con l'RCF Paris
Passò all'Ards F.C. nel gennaio 1956. Nella stagione 1956-57 segnò 37 gol in 38 partite. Nella stagione 1957-58, con l'Ards vinse il suo unico Irish League Championship. Giocò solo 15 partite per l'Ards quella stagione prima di trasferirsi al Bristol City nella English Football League Division Two nel dicembre 1957. Munroe giocò però solo una partita di campionato per il Bristol prima di tornare in Irlanda del Nord con la Distillery.
Nell'ottobre 1959 firmò per il Dundalk F.C. e segnò un record di 19 gol in campionato quella stagione. Tornò all'Ards nella stagione 1962-63, giocando in tutto 12 partite.
Munroe morì a Dublino il 10 agosto 2024, all'età di 90 anni.